# Silia Martini
Silia Martini (Trieste, 10 settembre 1907 – ...) è stata una cestista e atleta italiana.

## Carriera
È stata tra le pioniere della nazionale femminile, con cui ha giocato la prima partita, Francia-Italia 34-16, il 13 aprile 1930. Segnò quattro punti. Ha vinto due scudetti con la Ginnastica Triestina.

## Statistiche

### Cronologia presenze e punti in nazionale
| Cronologia completa delle presenze e dei punti in Nazionale - Italia | Cronologia completa delle presenze e dei punti in Nazionale - Italia | Cronologia completa delle presenze e dei punti in Nazionale - Italia | Cronologia completa delle presenze e dei punti in Nazionale - Italia | Cronologia completa delle presenze e dei punti in Nazionale - Italia | Cronologia completa delle presenze e dei punti in Nazionale - Italia | Cronologia completa delle presenze e dei punti in Nazionale - Italia | Cronologia completa delle presenze e dei punti in Nazionale - Italia |
| Data                                                                 | Città                                                                | In casa                                                              | Risultato                                                            | Ospiti                                                               | Competizione                                                         | Punti                                                                | Note                                                                 |
| -------------------------------------------------------------------- | -------------------------------------------------------------------- | -------------------------------------------------------------------- | -------------------------------------------------------------------- | -------------------------------------------------------------------- | -------------------------------------------------------------------- | -------------------------------------------------------------------- | -------------------------------------------------------------------- |
| 13/04/1930                                                           | Nizza                                                                | Francia                                                              | 34 - 16                                                              | Italia                                                               | Amichevole                                                           | 4                                                                    | [ 2 ]                                                                |
| Totale                                                               |                                                                      | Presenze                                                             | 1                                                                    |                                                                      | Punti                                                                | 4                                                                    |                                                                      |

## Palmarès
- Campionato italiano: 2
Ginnastica Triestina: 1930, 1931